# (5520) Natori
(5520) Natori ist ein Asteroid des Hauptgürtels, der am 12. September 1990 vom japanischen Astronomen Takeshi Urata an der Oohira Station des Nihondaira-Observatoriums (IAU-Code 385) in Shimizu in der Präfektur Shizuoka entdeckt wurde.
Der Asteroid wurde nach dem japanischen Astronomen Akira Natori benannt.